# Pidostapî, Luhînî
Pidostapî (în ucraineană Підостапи) este un sat în comuna Kalînivka din raionul Luhînî, regiunea Jîtomîr, Ucraina.

## Demografie
Componența lingvistică a localității Pidostapî
     Ucraineană (99,22%)
Conform recensământului din 2001, majoritatea populației localității Pidostapî era vorbitoare de ucraineană (99,22%), existând în minoritate și vorbitori de alte limbi.